# درک بیکرتون

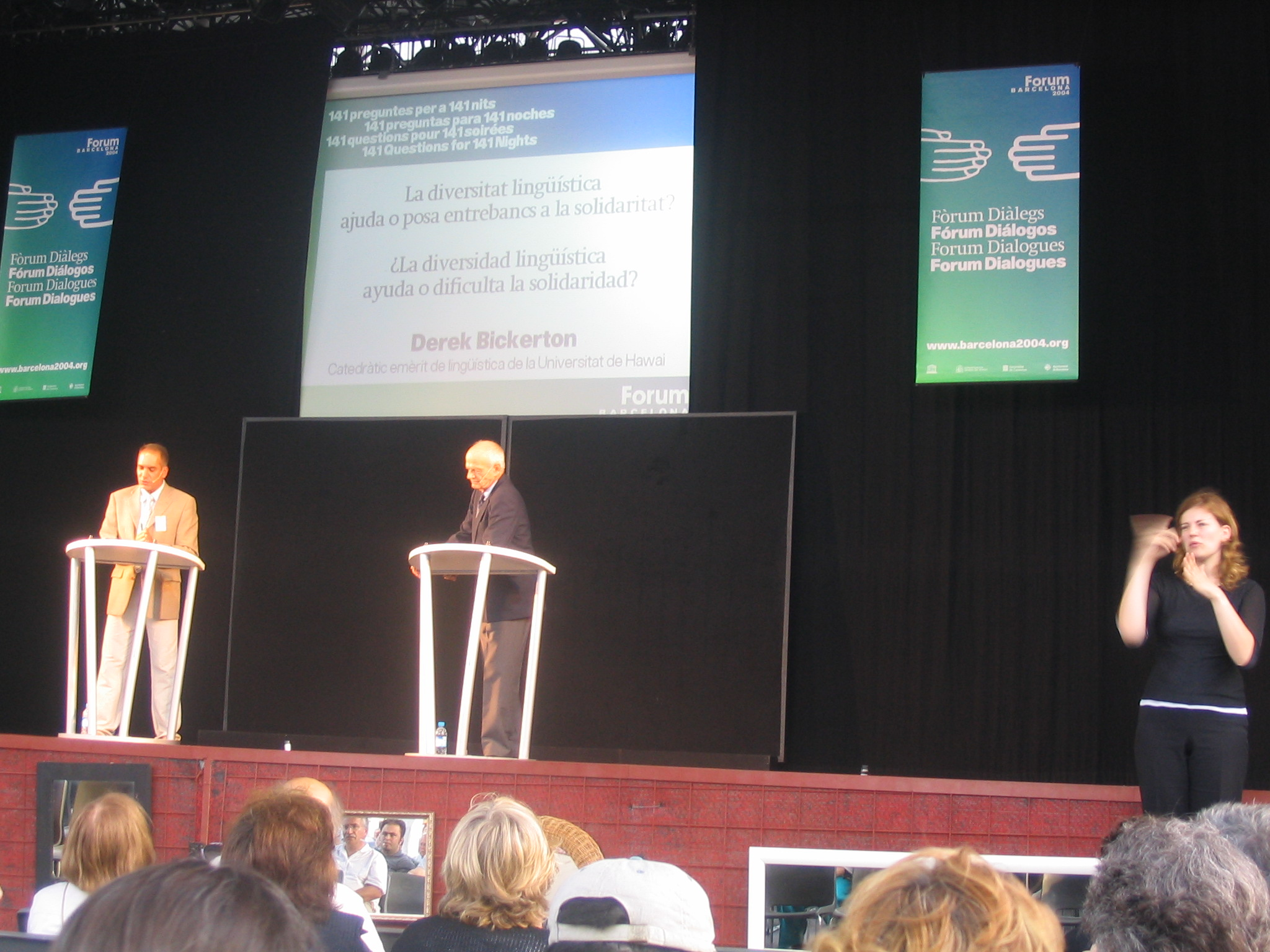
نگاره‌ای از درک بیکرتون (وسط تصویر) - ۲۰۰۴

درک بیکرتون (۲۵ مارس ۱۹۲۶ – ۵ مارس ۲۰۱۸) زبان‌شناس اهل آمریکا بود. او تباری انگلیسی داشت و به واسطهٔ کار بر روی زبان کریول (به انگلیسی: Creole) یا زبان آمیختهٔ مادری شناخته شده‌است.
بیکرتون، از اساتید برجسته دانشگاه هاوایی بود و به عنوان یک پژوهشگر، کتاب‌های زیادی در زمینه زبان‌شناسی از او به جا مانده‌است.
کتاب زبان آدم، ترجمهٔ محمد راسخ مهند، مطرح‌ترین کتاب او در ایران است که به تاریخچهٔ پیدایش زبان می‌پردازد.